# Freyburg (Unstrut)

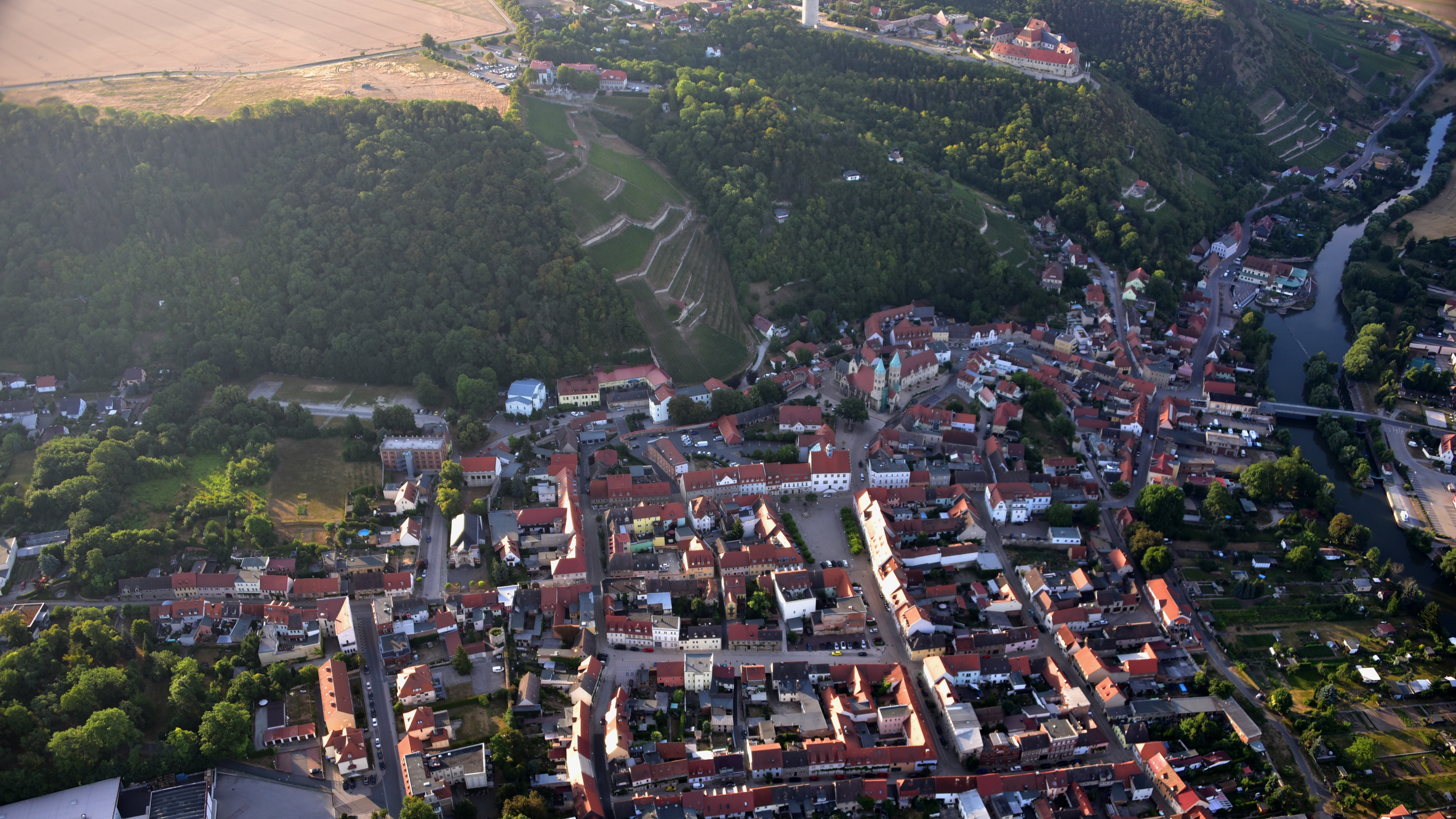
Freyburg, Luftaufnahme (2018)

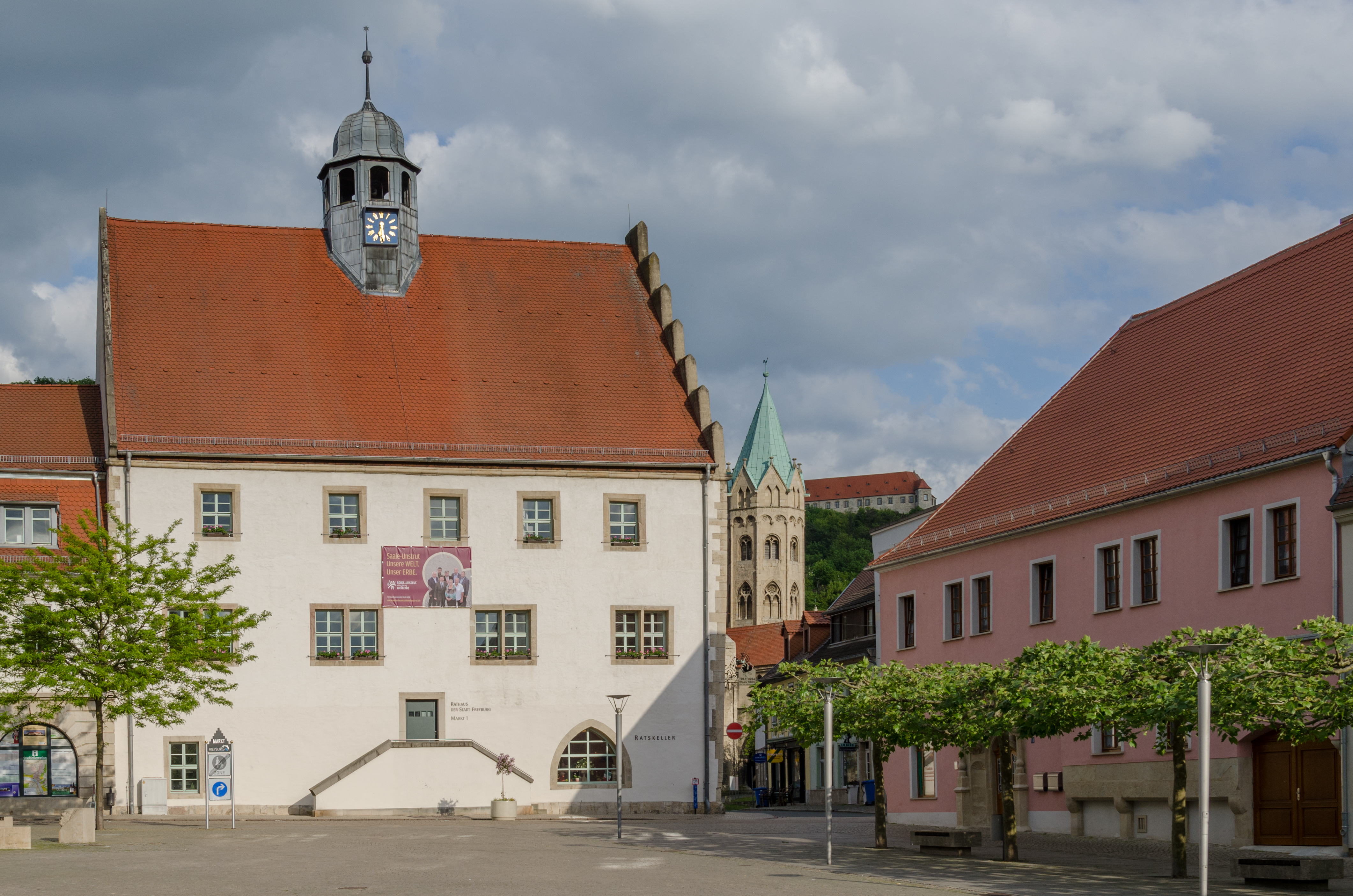
Rathaus Freyburg

Freyburg (Unstrut) ist eine Stadt an der Unstrut im Burgenlandkreis in Sachsen-Anhalt und Zentrum des Weinanbaugebietes Saale-Unstrut. Die Stadt gehört der Verbandsgemeinde Unstruttal an, deren Verwaltungssitz sie zugleich ist.

## Geografie

### Geografische Lage
Freyburg liegt an einer Biegung der Unstrut, die an dieser Stelle ein tief eingeschnittenes Tal bildet. Da die Unstrut im Wesentlichen von West nach Ost verläuft, bieten sich durch die dadurch entstehenden geschützten Südhänge in Verbindung mit den kalkhaltigen Böden ideale Weinanbaubedingungen.

### Stadtgliederung
Zur Stadt Freyburg gehören die Ortsteile Dobichau, Nißmitz, Pödelist, Schleberoda, Weischütz, Zeuchfeld und Zscheiplitz.

## Geschichte

Karte von Freyburg, um 1750

Karte von Freyburg und Umgebung, 1815

Die Geschichte Freyburgs beginnt mit der um 1090 auf einem Berg östlich der heutigen Stadt erbauten Neuenburg, einer weiträumigen romanischen Anlage mit Bergfried. Der Ort Freyburg gehörte zum Territorium der Landgrafen in Thüringen, wurde 1203 erstmals urkundlich erwähnt und erhielt 1261 Stadtrecht. Im Ergebnis der Leipziger Teilung kam Freyburg 1485 mit dem Amt Freyburg zum albertinischen Herzogtum (1547 Kurfürstentum, 1806 Königreich) Sachsen und war dort Bestandteil des Thüringer Kreises. Die Zugehörigkeit bestand bis 1815.
Durch die Beschlüsse des Wiener Kongresses kamen die Stadt und das Amt Freyburg mit dem überwiegenden Teil des Thüringer Kreises zum Königreich Preußen. Dort wurden sie 1816 dem Kreis Querfurt im Regierungsbezirk Merseburg der Provinz Sachsen zugeteilt, zu dem sie bis 1944 gehörten.
Freyburg (Unstrut) war die erste Stadt in Deutschland, für die mittels photogrammetrischer Methoden ein dreidimensionaler Stadt- und Landschaftsplan erstellt wurde. Was heute für größere Städte mittels Befliegungen aus der Luft und digital durchgeführt wird, wurde im Jahre 1867 durch den Vermesser Albrecht Meydenbauer mit rückwirkend mühsam entwickelten Analogfotos, von den an das Unstruttal angrenzenden Hängen aus, händisch berechnet und konstruiert. Meydenbauer kehrte 24 Jahre später erneut nach Freyburg zurück, um die Marienkirche genauer photogrammetrisch zu vermessen.
Freyburg hat eine mehr als 1000-jährige Geschichte des Weinbaus, ist seit Dezember 1989 Staatlich anerkannter Erholungsort und darf sich zudem Jahn- und Weinstadt nennen, da Friedrich Ludwig Jahn, der Turnvater Jahn, in Freyburg gestorben ist.
Ab 1993 war Freyburg Zentrum der Verwaltungsgemeinschaft Freyburger Land, die 2005 in die Verwaltungsgemeinschaft Unstruttal, die wiederum ihren Sitz in Freyburg hat, aufgegangen ist. Am 1. Januar 2010 ging diese Verwaltungsgemeinschaft wiederum in die Verbandsgemeinde Unstruttal über, deren Verwaltungssitz Freyburg ist.
Am 1. Juli 2009 wurden die vormals eigenständigen Gemeinden Pödelist, Schleberoda, Weischütz und Zeuchfeld nach Freyburg eingemeindet.

## Religion

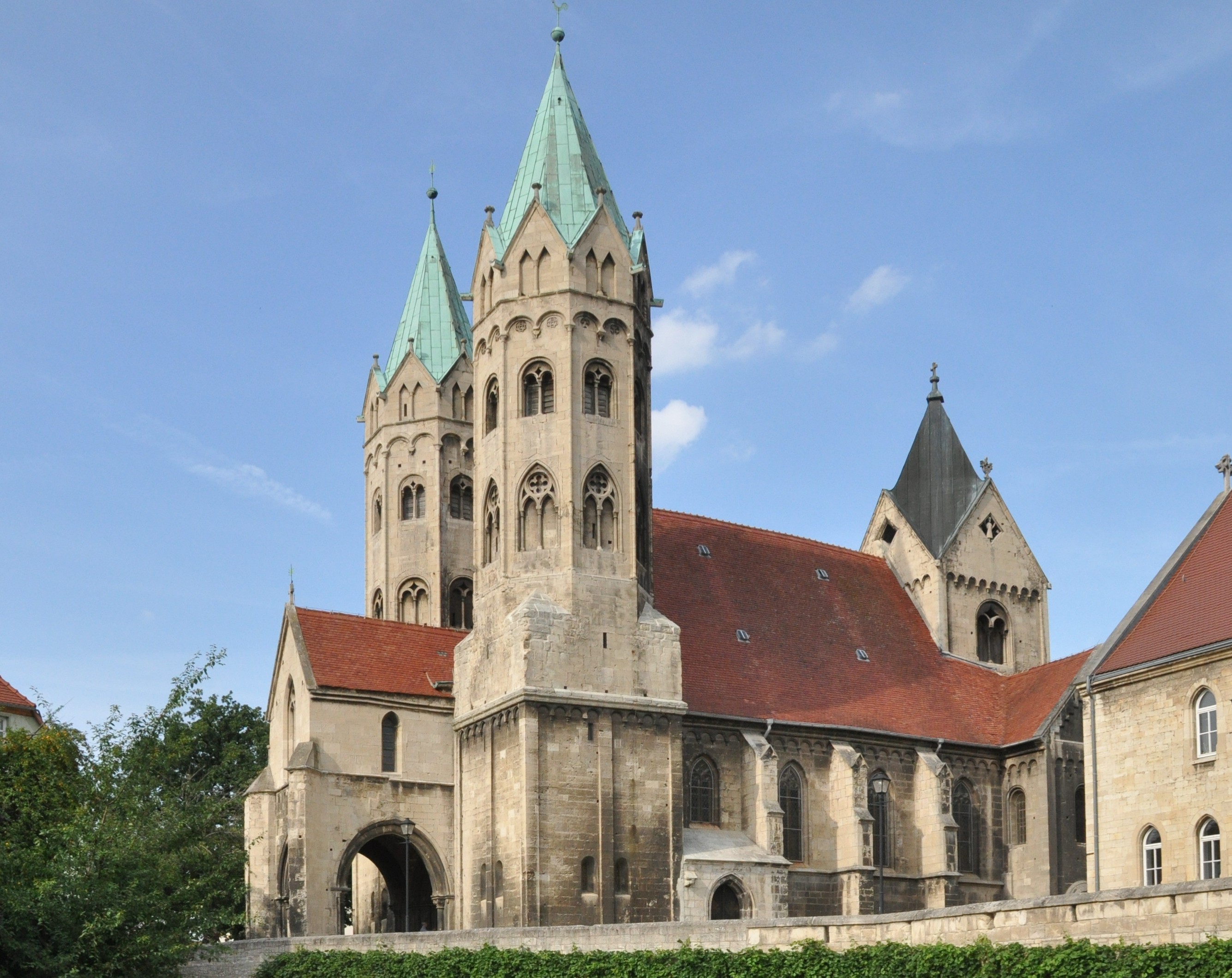
Marienkirche

In Freyburg wurden die Bevölkerung und die Marienkirche durch die 1540 von Heinrich dem Frommen durchgeführte Reformation evangelisch-lutherisch.

### Evangelisch-lutherische Kirche
Die Freyburger Stadtkirche St. Marien sowie die St.-Johannis-Baptistae-Kirche in Dobichau, die Kirche in Nißmitz, die St.-Pankratius-Kirche in Pödelist, die Kirche in Schleberoda, die Kirche in Weischütz, die Kirche in Zeuchfeld, die St.-Bonifatius-Kirche in Zscheiplitz und ihre Kirchengemeinden gehören zum Kirchenkreis Naumburg-Zeitz der Evangelischen Kirche in Mitteldeutschland.

### Römisch-katholische Kuratie
Nach der Reformation ließen sich Katholiken erst wieder gegen Ende des 19. Jahrhunderts in Freyburg nieder, sie gehörten zunächst zur Pfarrei Naumburg. Nach dem Zweiten Weltkrieg vergrößerte sich die Katholikenzahl im Raum Freyburg durch die Flucht und Vertreibung Deutscher aus Mittel- und Osteuropa erheblich. Am 25. Oktober 1945 wurde Pater Eusebius Rösler OFMCap aus dem Kapuzinerkloster in Reichstadt zum Seelsorger für Freyburg ernannt, womit in Freyburg eine katholische Gemeinde begründet wurde. 1947 wurde die Seelsorgestelle Freyberg zur Kuratie erhoben.

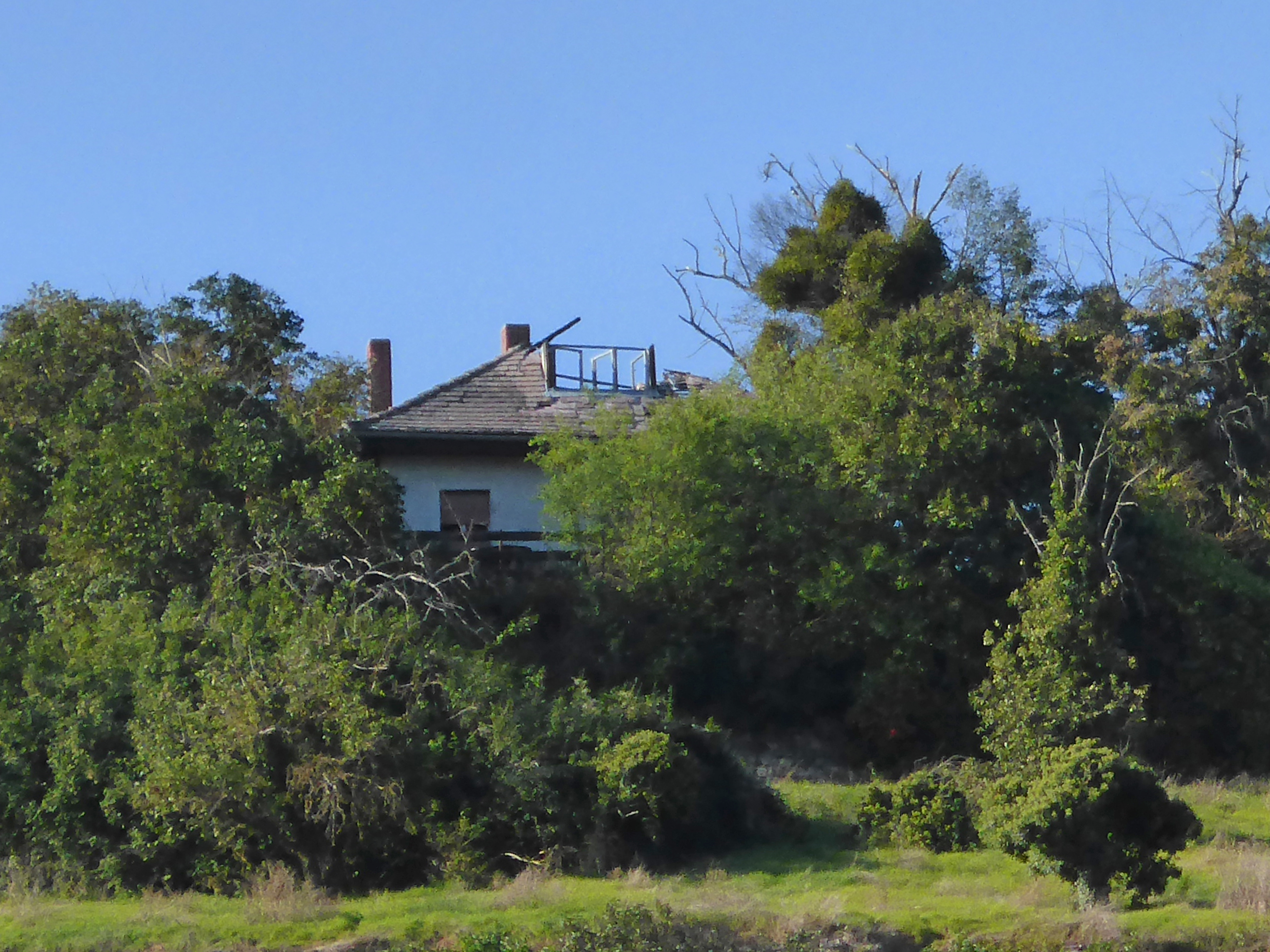
Weinberghaus (2023)

Im Mai 1951 zog Kuratus P. Eusebius Rösler in ein auf dem Schweigenberg gelegenes Wochenendhaus, das ihm die Besitzer eines Kalksteinwerkes zur Verfügung stellten. Im Obergeschoss des auch Weinberghaus genannten Gebäudes nahm P. Eusebius Rösler seine Wohnung. Im Untergeschoss wurde eine Kapelle eingerichtet, die am 16. Oktober 1951 geweiht wurde.
Da diese auf den Schweigenbergen gelegene Kapelle für ältere Gemeindemitglieder sowie im Winter nur schwer zu erreichen war, wurde versucht, eine günstiger gelegene Immobilie zu erwerben, was jedoch erfolglos blieb. Später wurden der Kuratie Freyburg durch den Rat der Stadt zwei Räume im Zentrum von Freyburg zur Verfügung gestellt, und das Weinberghaus wurden von der Kuratie Freyburg aufgegeben und seine Kapelle profaniert. Katholische Werktagsgottesdienste fanden nun in der Sakristei der evangelischen Marienkirche statt, für Sonn- und Feiertagsgottesdienste wurde wie bisher schon die Marienkirche genutzt. 1978 hatte die Kuratie Freyburg noch 390 Mitglieder. Zur Errichtung einer Pfarrei kam es in Freyburg nicht.
2006 wurde der Gemeindeverbund Naumburg – Bad Kösen – Freyburg – Laucha – Osterfeld errichtet, dem auch die Kuratie Freyburg angehörte und aus dem 2010 die heutige Pfarrei St. Peter und Paul mit Sitz in Naumburg entstand.

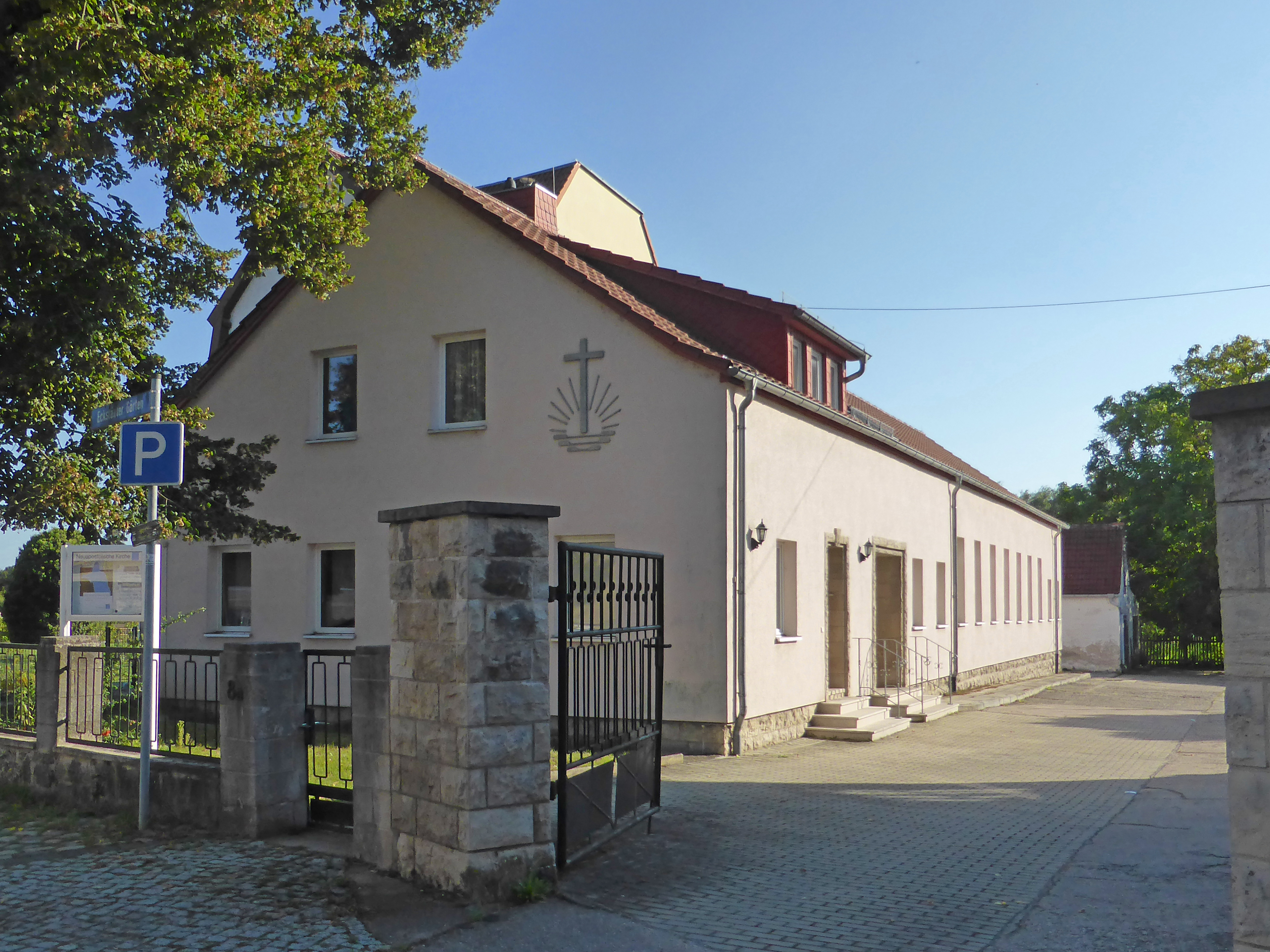
Neuapostolische Kirche

### Neuapostolische Kirche
Die neuapostolische Kirche in Freyburg gehört zur Neuapostolischen Kirche in Nord- und Ostdeutschland, ihre Kirchengemeinde geht auf das Jahr 1931 zurück.

## Politik

### Gemeinderat der Stadt Freyburg (Unstrut)
Die Kommunalwahl am 9. Juni 2024 führte bei einer Wahlbeteiligung von  58,1 % zu folgendem Ergebnis für die Verteilung der 15 Sitze des Gemeinderates der Stadt Freyburg (Unstrut):
| Partei / Liste | Stimmenanteil | Sitze |
| CDU            | 30,6 %        | 5     |
| AfD            | 15,1 %        | 1     |
| Die Linke      | 3,4 %         | 1     |
| Wählergruppen  | 36,2 %        | 6     |
| Einzelbewerber | 14,7 %        | 2     |

### Wappen
Blasonierung: „In Blau eine zweitürmige silberne Burg mit goldenen Dächern; im Mittelteil eine offene Rundbogentoröffnung; die spitzbedachten und golden beknauften Türme mit je einem Sims im unteren und oberen Teil, über dem unteren Sims eine zickzackförmige Profilierung, über dem oberen Sims golden beknaufte Giebel.“
Bis 1994 waren die Dächer im Wappen noch rot.

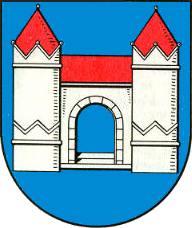
Altes Stadtwappen bis 1994
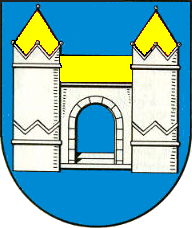
Stadtwappen ab 1994

### Flagge
Die Flagge der Stadt Freyburg (Unstrut) ist blau/weiß gestreift mit dem aufgelegten Wappen der Stadt. Die Farben der Stadt – abgeleitet vom Wappen – sind blau und weiß.

## Kultur und Sehenswürdigkeiten

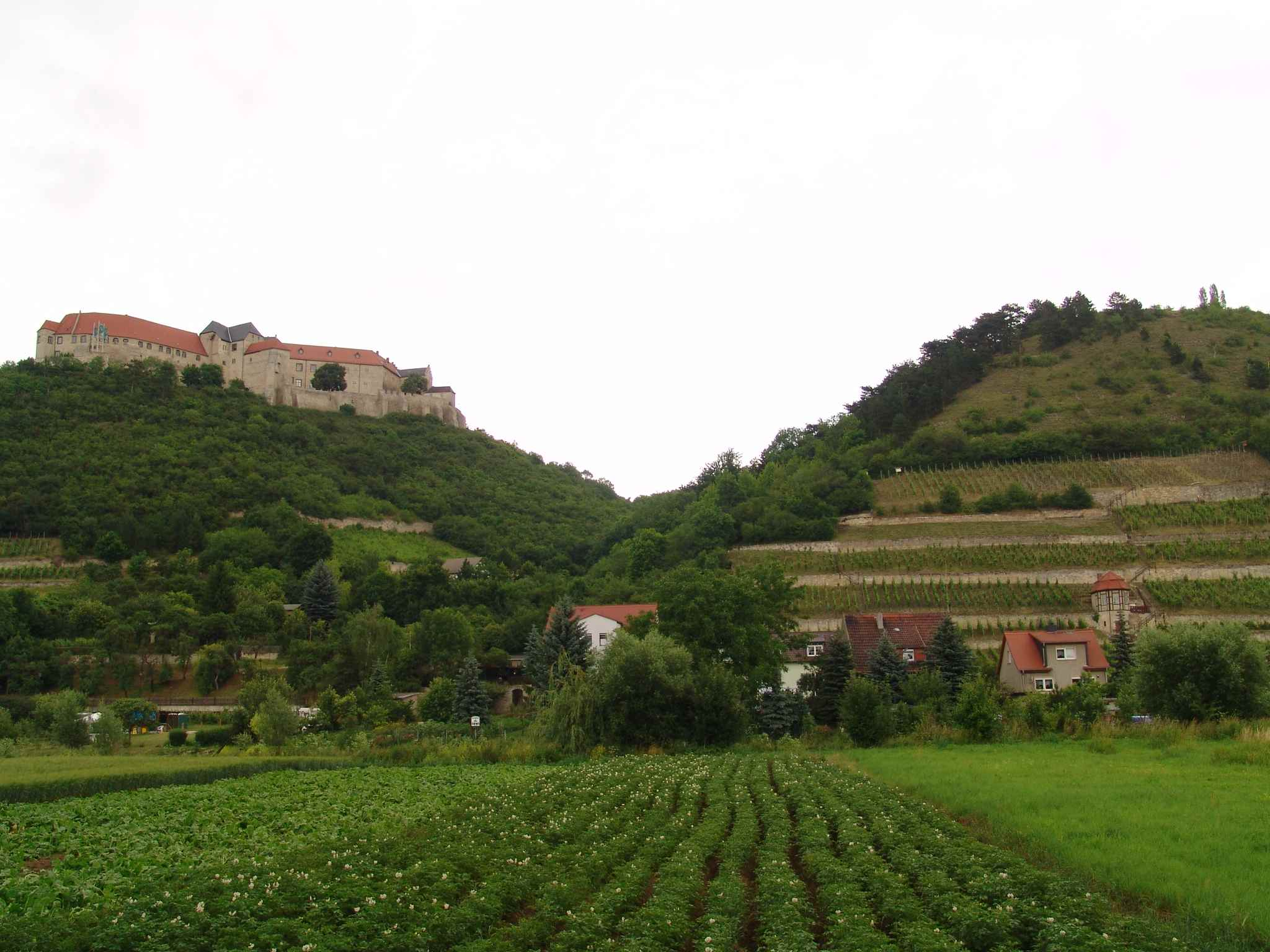
Neuenburg

- Stadtkirche St. Marien: Die Westtürme, der Vierungsturm und das Querschiff stammen aus der ersten Hälfte des 13. Jahrhunderts, der gotische Chor aus der Zeit um 1400.
- Stadtmauer und Stadttore
- Schloss Neuenburg
- Winzerstädtchen
- Historische Kelleranlagen der Rotkäppchen Sektkellerei
- Friedrich-Ludwig-Jahn-Museum
- Zeddenbachmühle: aktive Wassermühle zwischen Freyburg und Zscheiplitz mit Restaurant
- Gedenkstein im Schomburgk-Park für die ermordeten NS-Gegner Friedrich Rocke und Oskar Hagemann, die im KZ Sachsenhausen bzw. im Straflager Zöschen ermordet wurden. Ihre Grabstätten befinden sich auf dem Friedhof.
- Jährlich im Juni finden in der Stadtkirche St. Marien und auf Schloss Neuenburg die Internationalen Tage der mittelalterlichen Musik „montalbâne“ statt.[14]
- Klosterkirche des Benediktinerinnenklosters St. Bonifacius in Zscheiplitz aus dem 12. Jahrhundert

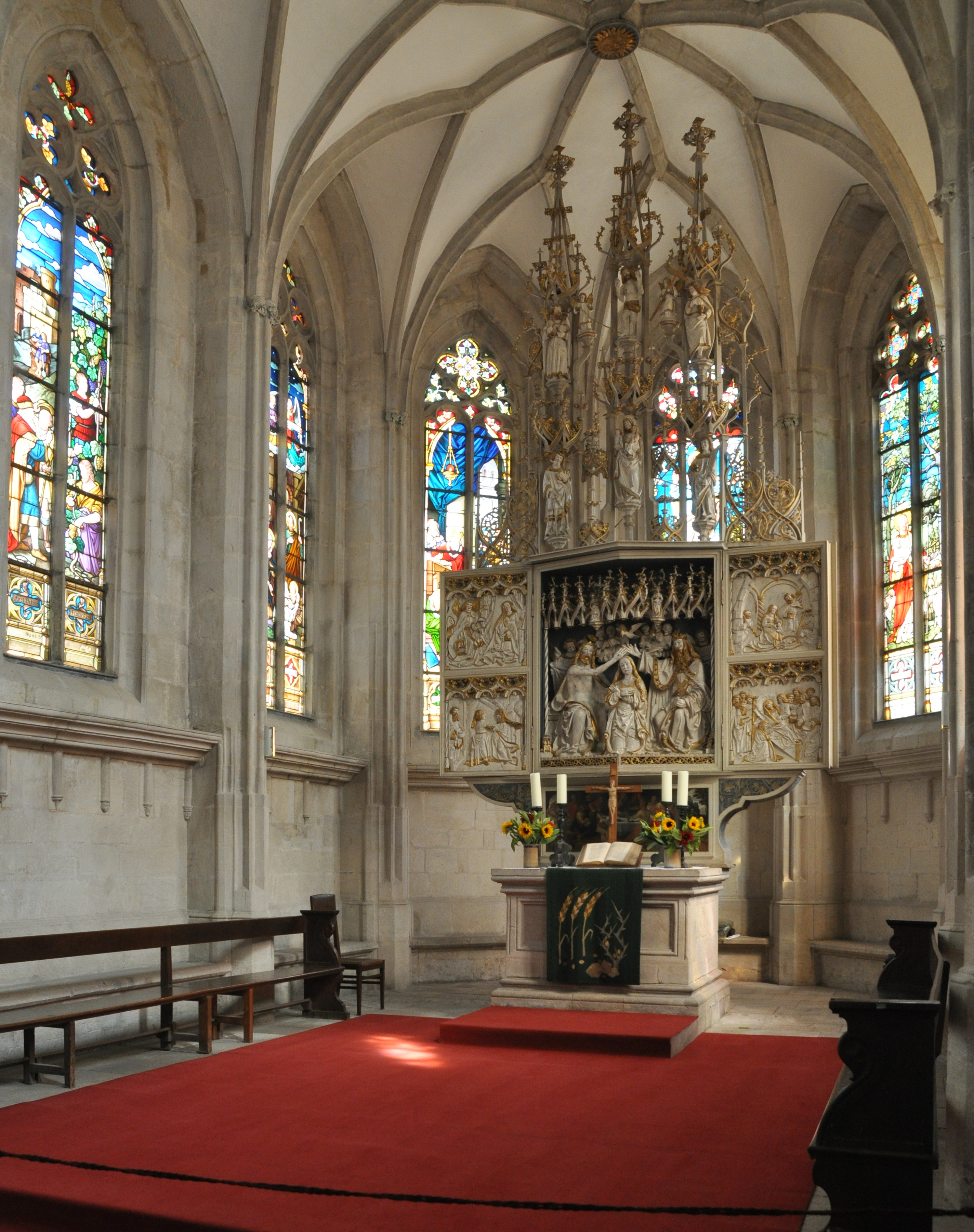
Marienkirche, Chor
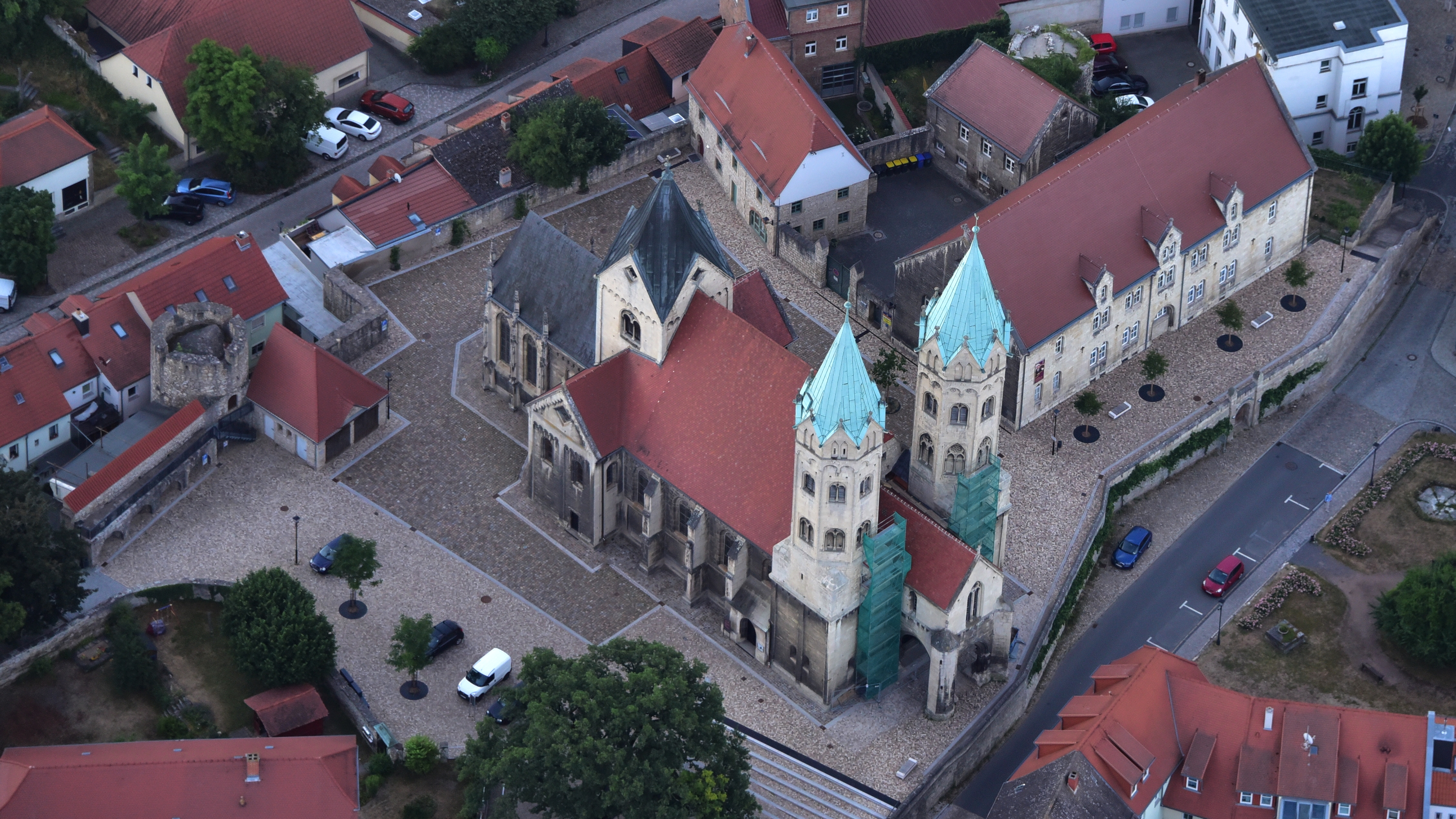
Marienkirche, Luftaufnahme (2018)
Eckstädter Tor
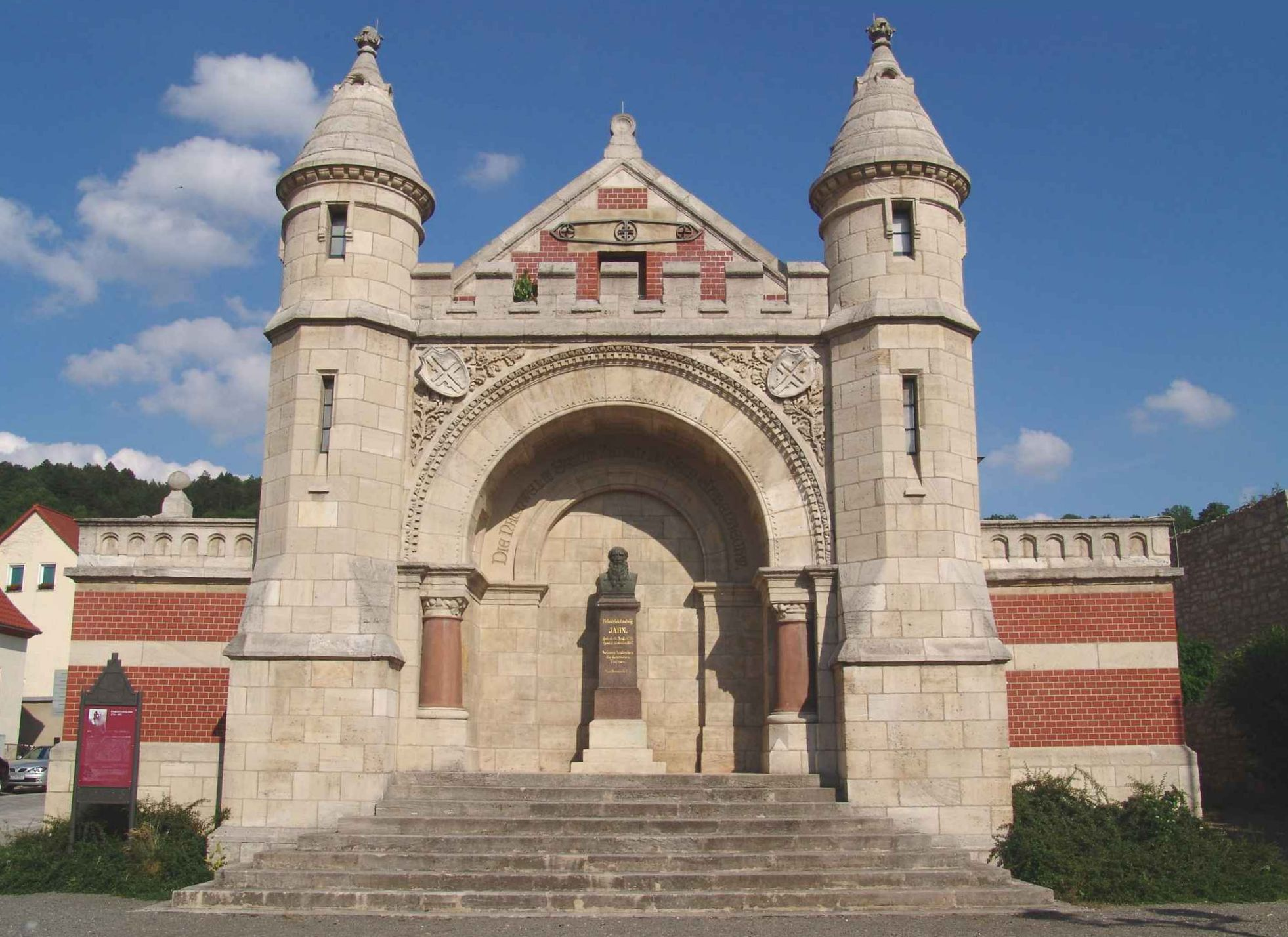
Denkmal Jahns an der Jahnturnhalle, Nähe Jahngedenkhalle
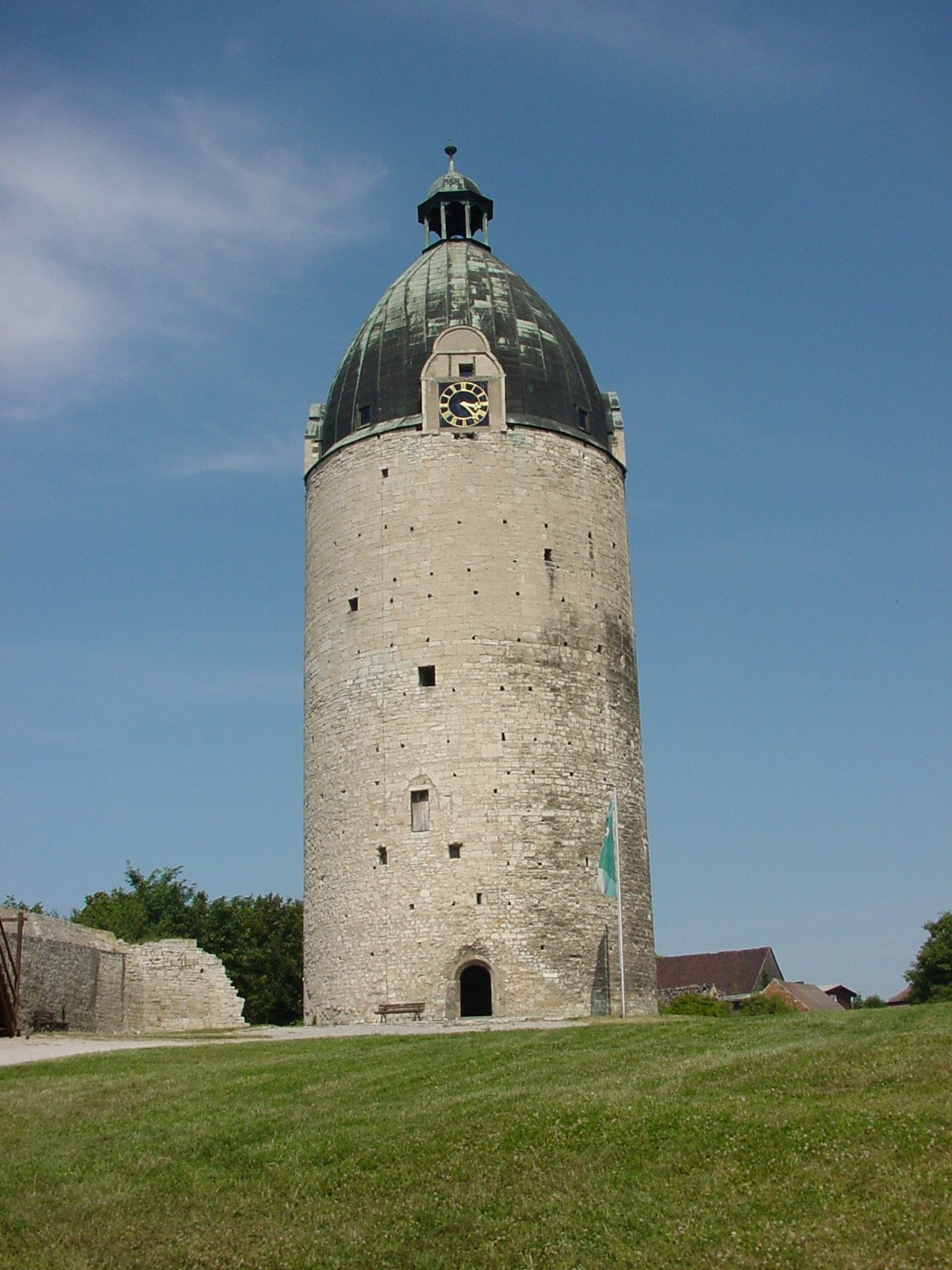
Neuenburg, Bergfried Dicker Wilhelm
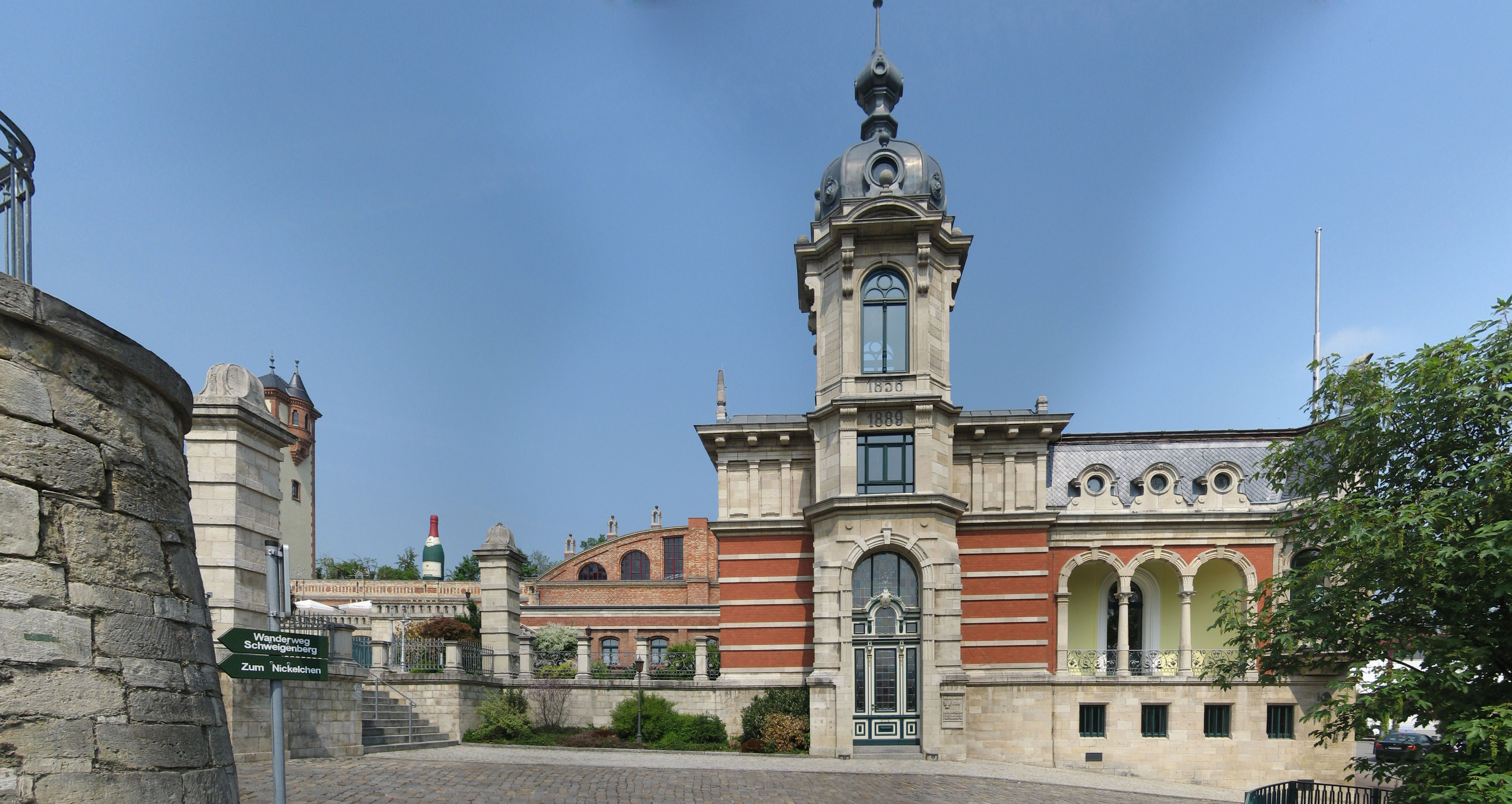
Historisches Hauptgebäude der Rotkäppchen-Sektkellerei
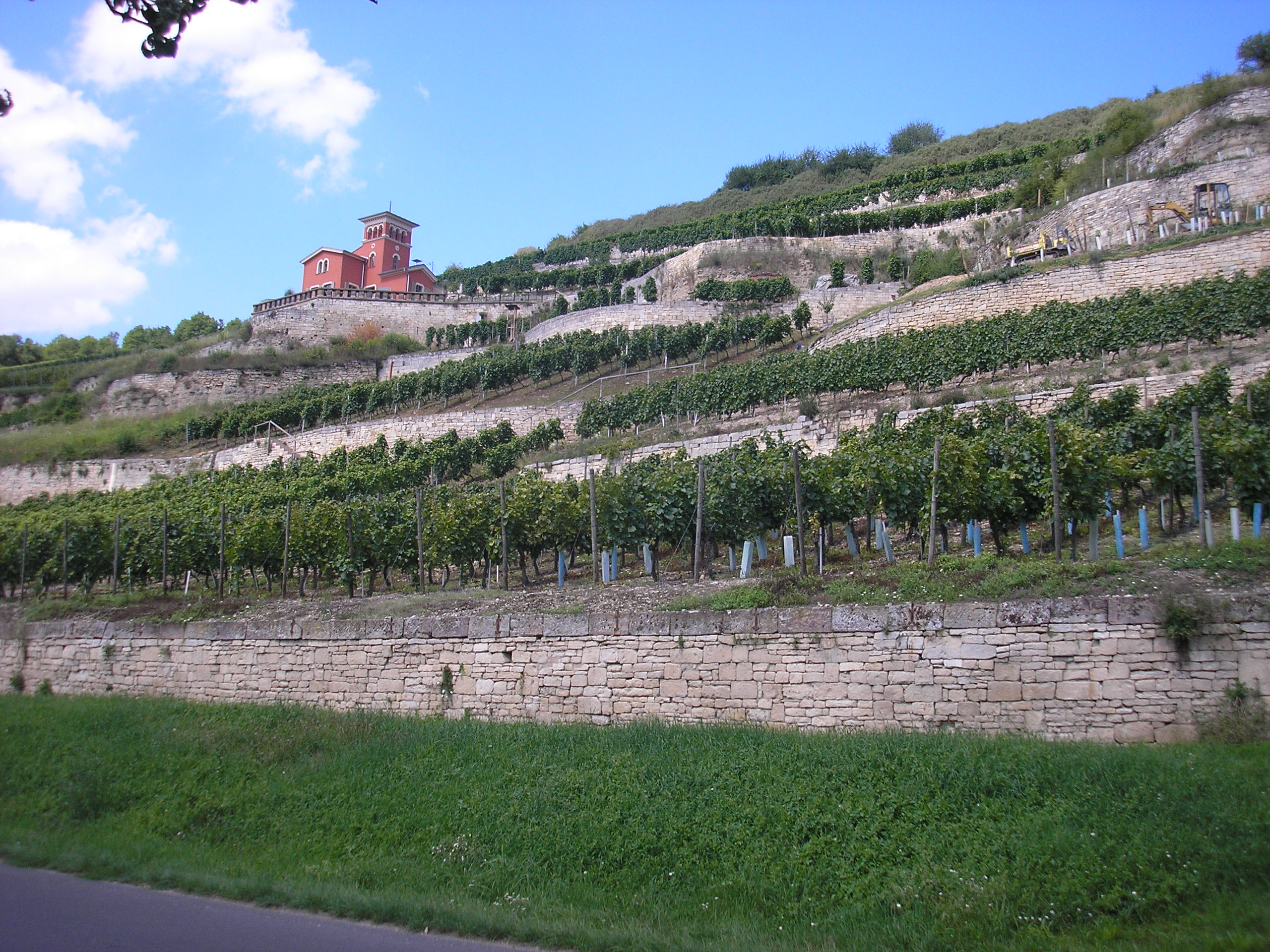
Weinbau dominiert Wirtschaft und Ortsbild in Freyburg
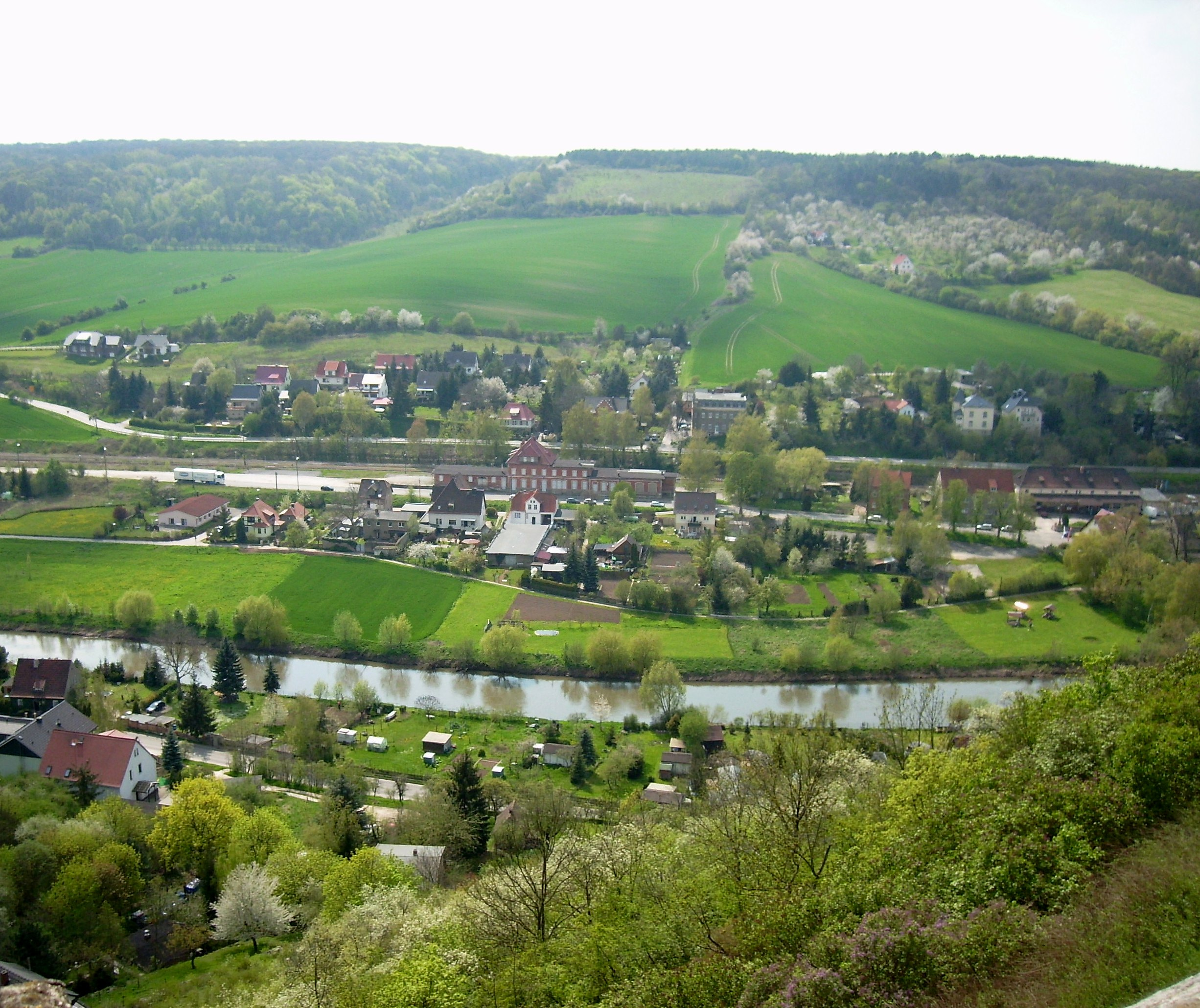
Blick von der Neuenburg auf den Bahnhof
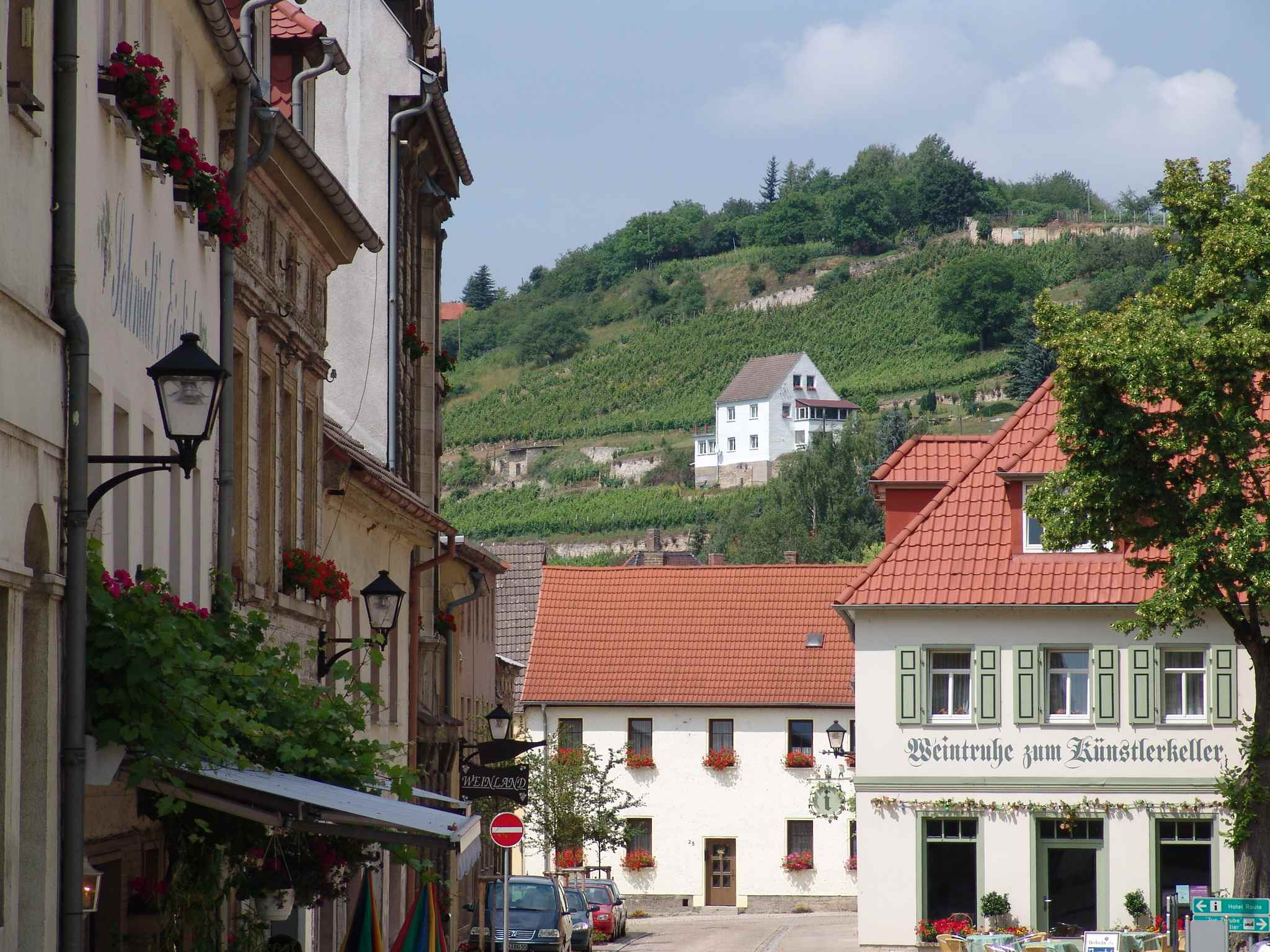
Blick vom Markt auf die Schweigenberge
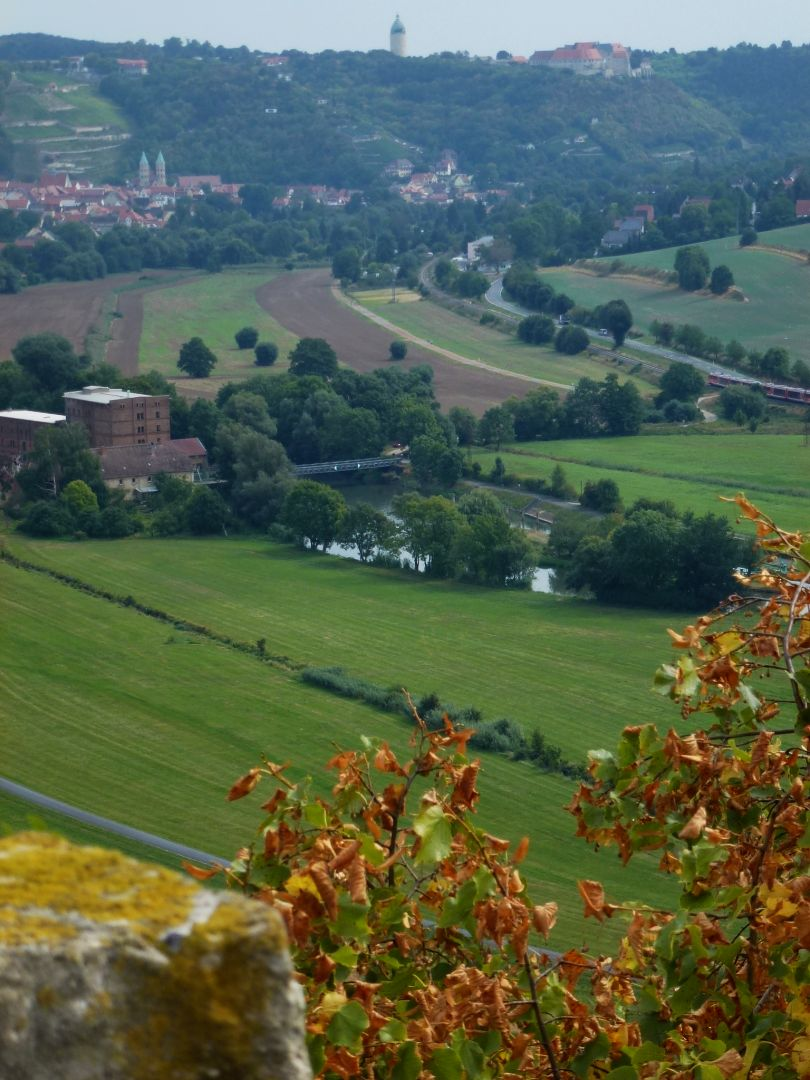
Blick von Zscheiplitz auf die Zeddenbachmühle
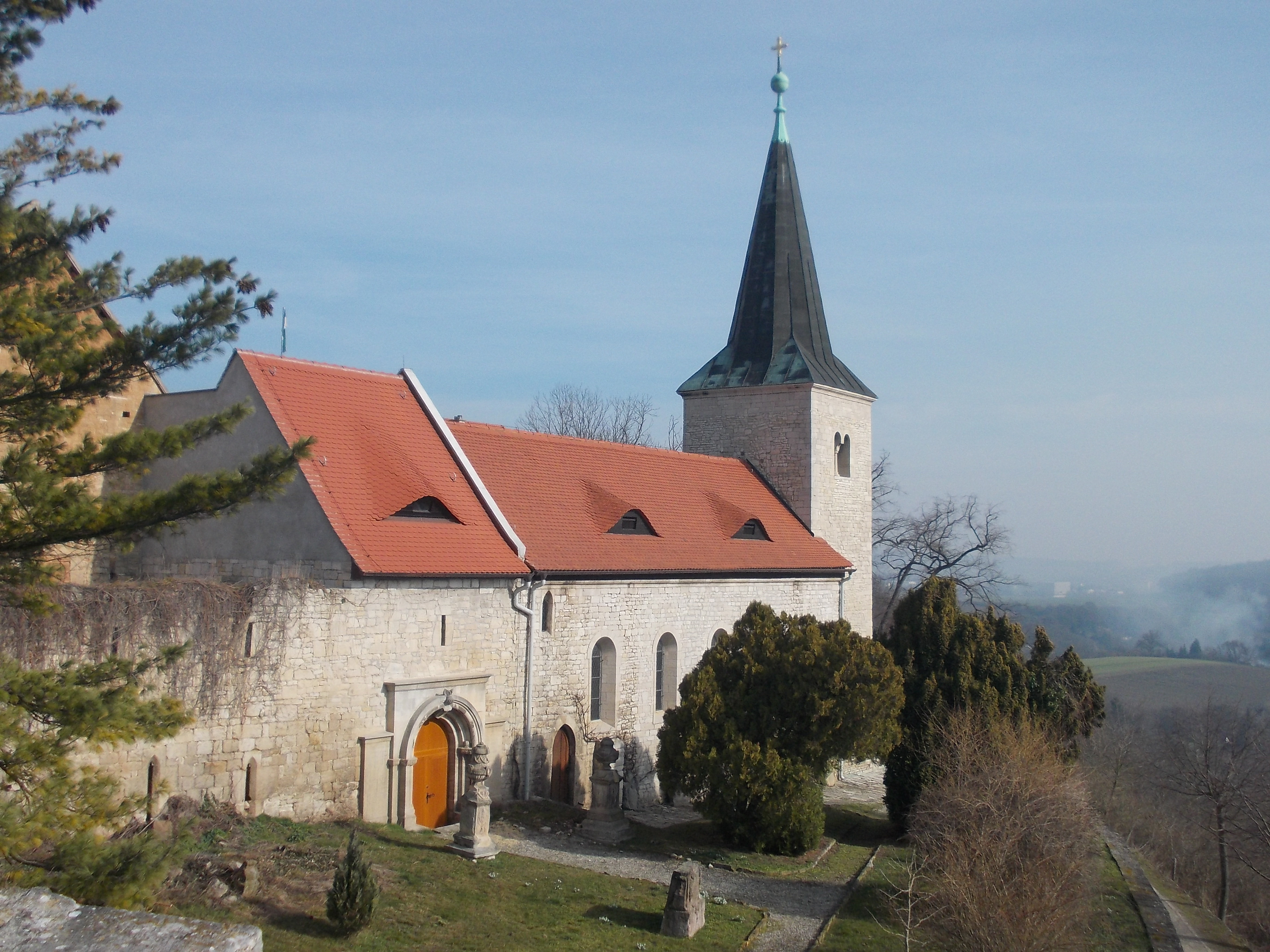
Klosterkirche Zscheiplitz

## Wirtschaft und Infrastruktur
Die Wirtschaft der Stadt wird seit 1856 durch die Sektherstellung geprägt. Heute hat die Rotkäppchen-Mumm Sektkellereien GmbH ihren Hauptsitz in Freyburg und ist mit jährlich über 100 Millionen verkaufter Flaschen (davon 65 Millionen Flaschen Rotkäppchen) Marktführer beim Sektverkauf in Deutschland. Zwar beschäftigt Rotkäppchen in Freyburg nur etwa 100 Mitarbeiter, ist aber durch die Bekanntheit der Marke eine große Touristenattraktion. Die früheren Produktionsanlagen, zu denen auch mit 120.000 Liter Fassungsvermögen eines der größten Eichenfässer der Welt gehört, werden bei Führungen gezeigt und sowohl der überdachte Lichthof der alten Produktionsstätten wie auch der Kabarettkeller stellen das kulturelle Zentrum Freyburgs dar. Seit 2008 ist Freyburg (Unstrut) der Sitz der Friedrich-Ludwig-Jahn-Gesellschaft, die auch das Friedrich-Ludwig-Jahn-Museum betreibt.

## Verkehr

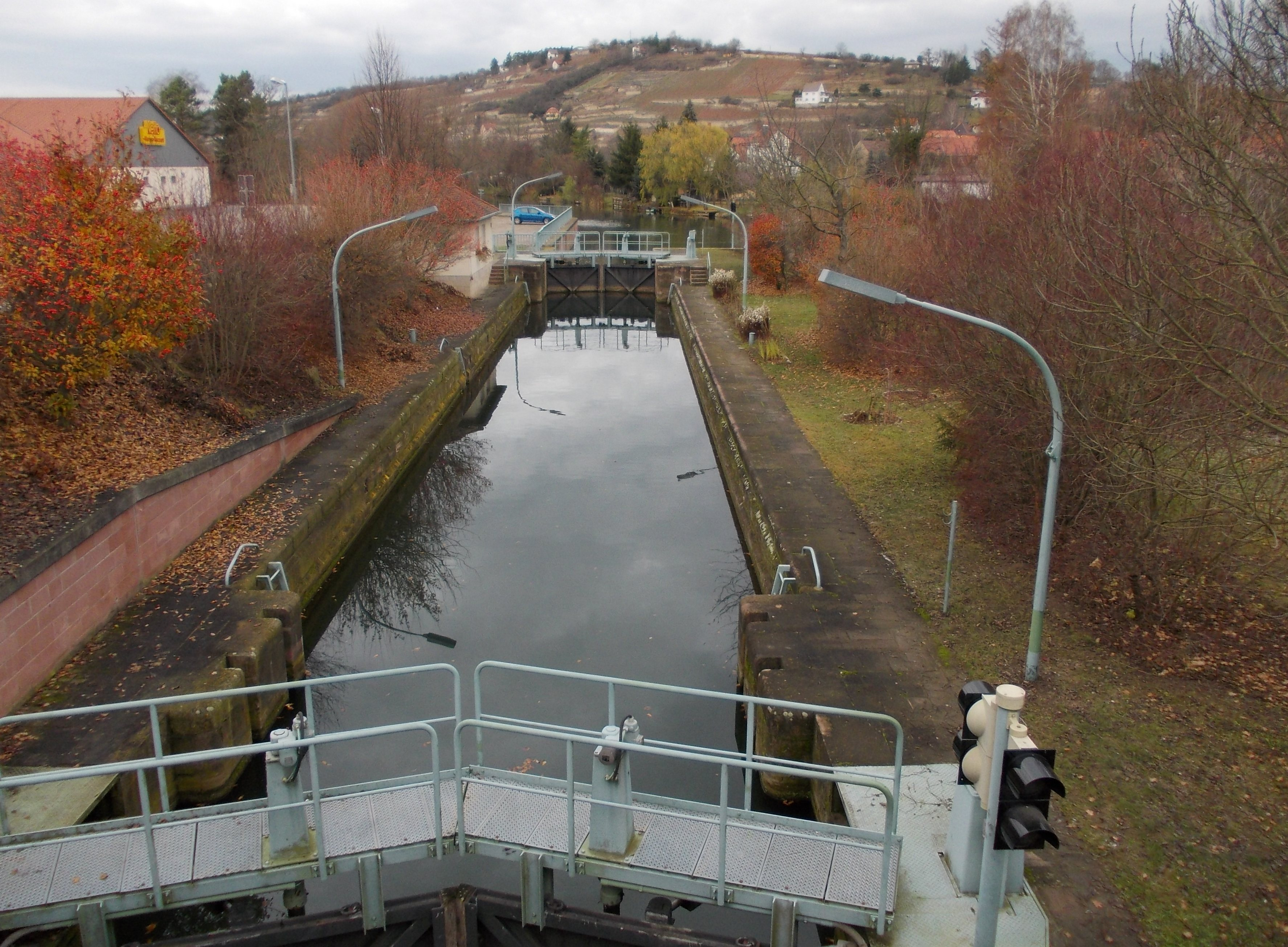
Schleuse an der Unstrut

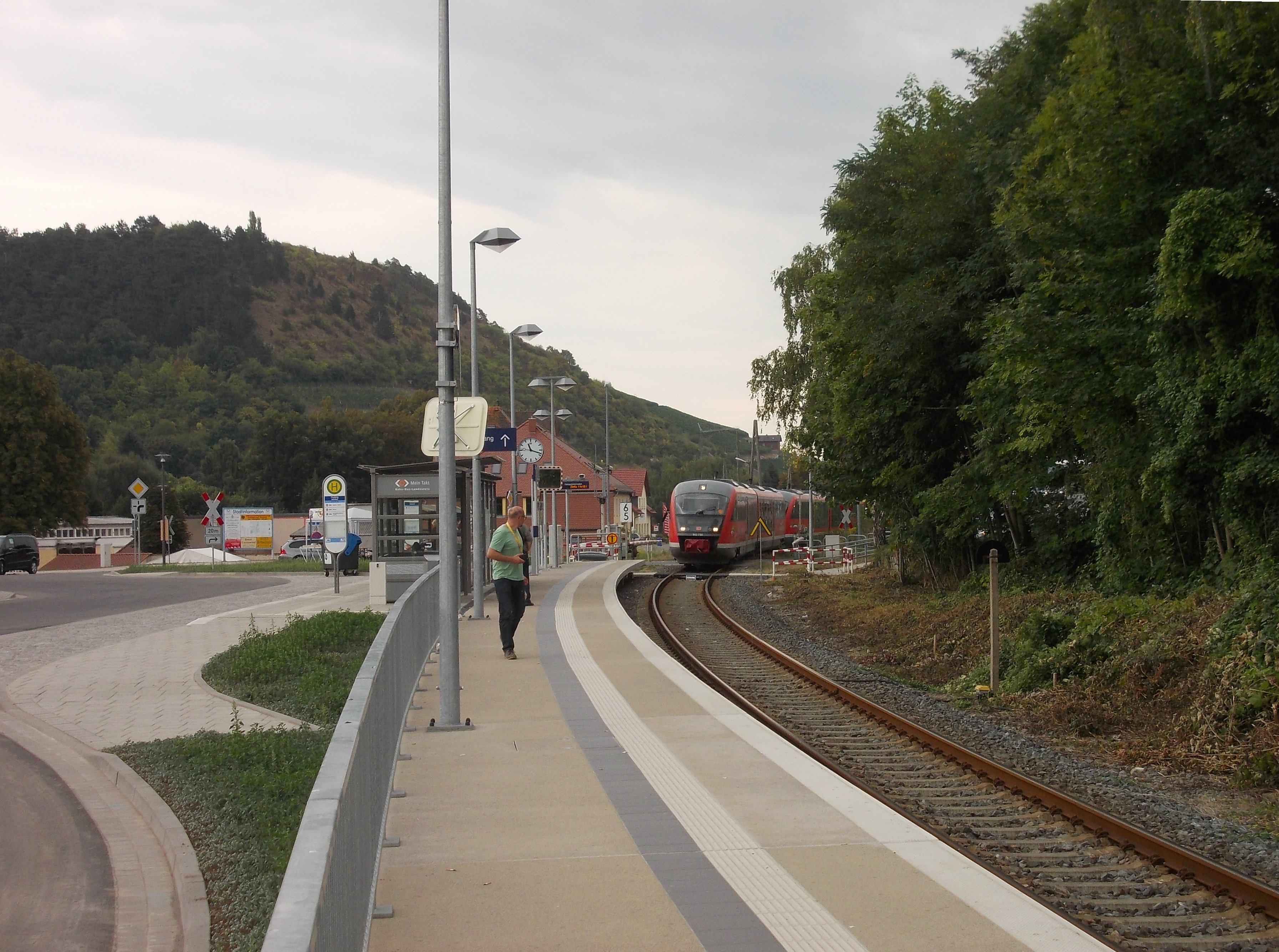
BR 642 am Haltepunkt Freyburg (Unstrut)

Freyburg liegt an der Bundesstraße 180 sowie an der Bundesstraße 176. Die nächstgelegenen Autobahnausfahrten ist Merseburg Süd an der A 38 in 19 km Entfernung und Naumburg an der A 9 in 22 km Entfernung. Die Autobahnausfahrt Weißenfels an der A 9 befindet sich in 23 km Entfernung.
Der Bahnhof Freyburg (Unstrut) liegt an der Unstrutbahn. Im Stundentakt verkehren die Züge der Linie RB 77 Naumburg Ost–Wangen.
Durch die Stadt führen die Straße der Romanik und die Weinstraße Saale-Unstrut, die beide im Jahr 2018 ihr 25-jähriges Bestehen feiern, der 176 Kilometer lange Unstrutradwanderweg sowie der Ökumenische Pilgerweg von Görlitz nach Vacha.
Eine Schleuse ermöglicht Wasserwanderern die Umgehung des Unstrut-Wehrs in Freyburg.

## Sport, Freizeit und Vereinsleben
In Freyburg gibt es mehr als 30 Vereine, die sich unter anderem dem Sport, der Kultur und der Traditionspflege verschrieben haben. Mit zwei Turnhallen und dem Friedrich-Ludwig-Jahn-Sportpark (mit Kegelbahn) sowie einem von einem Verein getragenen Freibad bietet die Stadt zahlreiche Möglichkeiten der sportlichen Betätigung. Im Jahr 2017 wurde im Gewerbegebiet im Norden der Stadt eine Skater-Anlage eingeweiht.
Zu den mitgliederstärksten Vereinen gehören unter anderem der FC RSK Freyburg e. V. (Fußball), die TSG Freyburg e. V. (Mehrspartensportverein) und die Weinfreunde Saale-Unstrut e. V. Aus dem Amateur-Boxclub (ABC) Freyburg stammt Profiboxer Dominic Bösel. Kulturell sind der Freyburger Karnevalklub (FKK), der Städtische Männerchor Freyburg und der Heimatverein zu nennen. In und um Freyburg gibt es sechs Kleingartenanlagen bzw. -vereine.
Jährlich im August wird das Jahnturnfest ausgetragen, zu dem sich mehr als 1.000 Turner aus ganz Deutschland zu Ehren Jahns unter freiem Himmel messen. Ebenfalls eine lange Tradition hat das 1974 ins Leben gerufene Fußball-Knabenturnier für D-Jugendmannschaften, das der FC RSK Freyburg jährlich ausrichtet. In ihrer Jugend nahmen spätere Nationalspieler wie Matthias Sammer, Bernd Schneider oder Michael Ballack an diesem Turnier teil.

## Persönlichkeiten

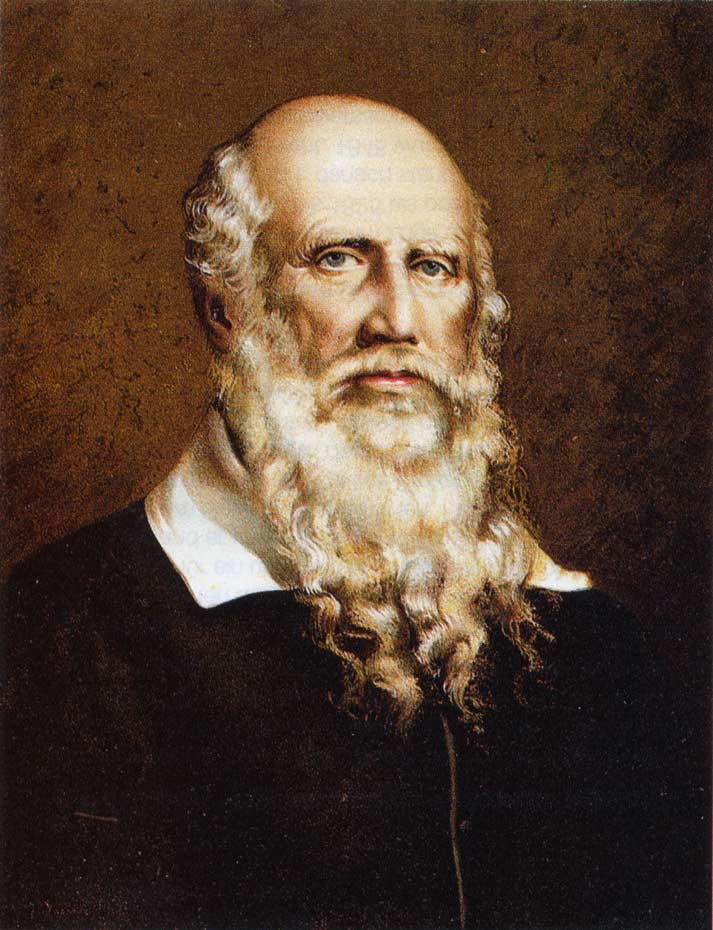
Friedrich Ludwig Jahn

### Söhne und Töchter der Stadt
- Gustav Xaver Reinhold von Ryssel (1771–1845), sächsischer Generalmajor, preußischer General
- Carl Cnobloch (1778–1834), Unternehmer und Verlagsbuchhändler
- Friedrich Sigismund von Cnobloch (1791–1865), österreichischer Unternehmer
- Robert Hermann Schomburgk (1804–1865), Naturforscher
- Moritz Richard Schomburgk (1811–1891), Botaniker und Forschungsreisender
- Amanda Hoppe-Seyler (1819–1900), Schriftstellerin
- Felix Hoppe-Seyler (1825–1895), Chemiker und Physiologe
- Ernst Hintze (1893–1965), Chordirektor und Kapellmeister
- Ernst Neufert (1900–1986), Architekt, Autor
- Walter Weiße (1923–2021), Maler und Kunsterzieher
- Hans-Joachim Lauck (* 1937), Betriebsdirektor, Politiker (SED) und Minister für Schwermaschinen- und Anlagenbau der DDR
- Peter Michel (* 1938), Kunstwissenschaftler und Kurator
- Tim Sommer (* 1968), Journalist, Chefredakteur

### Persönlichkeiten, die vor Ort gewirkt haben
- Friedrich Ludwig Jahn (1778–1852), Turnvater Jahn
- Ferdinand Goetz (1826–1915), Ehrenbürger von Freyburg
- Dominic Bösel (* 1989), Boxer